# Odo Burgundský
Odo Burgundský, francouzsky Eudes de Bourgogne (1231 – 4. srpna 1266, Akkon) byl hrabě z Nevers, Auxerre a Tonnerre.

## Život
Byl nejstarším synem hraběte Huga Burgundského a Jolandy, dcery hraběte Roberta z Dreux. V únoru 1248 se oženil s Matyldou, dcerou Archambauda Burgundského a dědičkou hrabství Nevers, Auxerre a Tonnerre. V manželství se nepodařilo zplodit mužského dědice a Matylda již roku 1262 zemřela. Dědičkou panství se stala nejstarší dcera Jolanda a Odo odešel do Svaté země, kde našel svou smrt při obraně Akkonu.